# واترس کورپوریشن
واترز کورپوریشن (انگلیسی: Waters Corporation) شرکت داروسازی آمریکایی است، که در سال ۱۹۵۸ تأسیس شد.